# 実況パワフルプロ野球'97開幕版
『実況パワフルプロ野球’97開幕版』（じっきょうパワフルプロやきゅう97かいまくばん）は、1997年8月28日にプレイステーション（PS）で発売された野球ゲーム。実況パワフルプロ野球シリーズの一つ。プレイステーション用のパワプロとしては『実況パワフルプロ野球'95』、『実況パワフルプロ野球'95開幕版』に次ぐ2年ぶりの発売で3作目にあたる。グラフィックは『実況パワフルプロ野球4』のような球場の3Dポリゴン化こそなされなかったものの、ベースとなった『実況パワフルプロ野球3』と比べかなり強化された。

## 主なモード
- 対戦
- 練習
- ペナント
- リーグ
- アレンジ
- サウンド
- データ

## サクセスモード
プロの球団に入団した主人公を三年以内に一軍に昇格させることが目的のモード。ストーリーや登場人物、システムは『実況パワフルプロ野球3』がベースになっている。クリアすると、アレンジで自分で作ったキャラが使えるようになる。また、『実況パワフルプロ野球4』同様、投手の作成もできるようになった。
作成した選手のパスワードは『3』、『'96開幕版』、『3 '97春』（以上スーパーファミコン）、『S』（セガサターン）と相互利用が可能。ただしスーパーファミコン版へ本作の選手を登録する場合は野手のパスワードのみ有効となる。また、『EX』（アーケード）でも使用可能。
リセットのペナルティが存在せず、やり直しを繰り返すことでスーパーファミコン版より強い選手が作れることが特徴。

### 登場人物
太字はパワプロ3及びその派生作品にも登場した選手。
- 主人公 - 一軍昇格を目指す二軍選手。
- 麻生（あそう） - 主人公と同期入団の選手。主人公よりドラフト順位は1個下。同年に発売されたパワプロ4における猪狩守と同じ役回りを演じるが、自己主張は猪狩に比べて少ない。彼は10超決定版まで登場しない。後にパワプロ2012、パワプロ2014にて久々に再登場している。
- 阿畑きよし（あばた きよし） - 主人公と同期入団の選手。関西出身で、ポジションはピッチャー。後のシリーズに登場する阿畑やすしとは親戚で別人（ただしこれは後付け設定）。
- 谷田球一（たにだ きゅういち） - 主人公より前に入団した選手。パワフル高校出身であり、パワプロ5にも登場する。
- 佐賀巌（さが いわお） - 主人公より前に入団した選手。やや皮肉屋だが根は優しい。'98開幕版では対戦相手の鬼ヶ島分校の選手として登場する。
- 菅野（かんの） - 主人公より前に入団した選手。佐賀と同様、'98開幕版では鬼ヶ島分校の選手として登場。
- ダイジョーブ博士  - 後のシリーズでお馴染みになるランダムイベント博士。本作ではランダムで疲れを取る。この頃から主人公に実験を受けさせるかの自由意思を与えていた。
- 戸井鉄男（とい てつお） - パワフル高校出身の、スーパールーキーとして主人公より後に入団する選手。ポジションは主人公と同じ。パワプロ5の主人公である（パワプロクンポケットシリーズの公式設定）。'98開幕版では対戦相手のパワフル高校の四番として登場。
- 内本コーチ（うちもと） - 主人公が入団した時の二軍コーチ。練習も厳しいが、生活面でも厳しい。走り込みにこだわる。
- 監督 - 主人公が入団したときの二軍監督。監督に認めてもらえば、クリアとなる。
- 彼女 －風貌・名前が違うだけで、キャラは一緒。シリーズで一番彼女候補が多い。ときめきメモリアルのパロディや、特定の条件でしか彼女にできないキャラもいる。

## 実況パワフルプロ野球S
1997年12月4日にセガサターン用ソフトとして発売。セガサターン用としては『'95開幕版』に続く2作目のパワプロシリーズである。
基本的仕様はPS版『'97開幕版』とほぼ同じで、サクセスモードのパスワードも共通利用が可能である。
当初はこのSS版も同名の『'97開幕版』として発売される予定だったが、発売順延に伴いSS版を示す『S』となった。

## 評価
『97開幕版』はファミ通クロスレビューでは8、7、7、7の29点。レビュアーは展開がスムーズで攻撃、守備両方で多様なアクションが可能、投手育成で球種やフォームを決められるのがいいとした一方で、コンピューターが強い、球速を上げる連打に馴染めない、コントロール能力の微妙な差は賛否両論かもしれない、打球がふわふわしている、実況がスーパーファミコンレベルだとした。